# Manuel Arvide
Manuel Arvide Rendón (Ciudad de México, 8 de enero de 1897-22 de enero de 1969) fue un actor de cine mexicano.

## Filmografía
| Año  | Título                                           | Director                                                                           | Personaje                               |
| ---- | ------------------------------------------------ | ---------------------------------------------------------------------------------- | --------------------------------------- |
| 1917 | En defensa propia                                | Joaquín Coss                                                                       |                                         |
| 1917 | Alma de sacrificio                               | Joaquín Coss                                                                       |                                         |
| 1917 | La soñadora                                      | Eduardo Arozamena, Enrique Rosas                                                   |                                         |
| 1917 | La tigresa                                       | Mimí Derba, Enrique Rosas                                                          |                                         |
| 1922 | Fanny                                            | Manuel Sánchez Valtierra                                                           |                                         |
| 1926 | La banda del cinco de oros                       | Eduardo Urriola                                                                    |                                         |
| 1938 | Águila o sol                                     | Arcady Boytler                                                                     | Hipólito Sol                            |
| 1938 | Perjura                                          | Raphael J. Sevilla                                                                 | Capt. Enrique Reyes                     |
| 1939 | El signo de la muerte                            | Chano Urueta                                                                       | Jefe de redacción (sin acreditar)       |
| 1940 | Cantinflas ruletero (corto)                      | Fernando A. Rivero                                                                 |                                         |
| 1940 | El secreto de la monja                           | Raphael J. Sevilla                                                                 | Pedro Manuel de Asbaje                  |
| 1940 | Pobre diablo                                     | José Benavides hijo                                                                | Mensajero (sin acreditar)               |
| 1941 | El insurgente                                    | Raphael J. Sevilla                                                                 |                                         |
| 1941 | La torre de los suplicios                        | Raphael J. Sevilla                                                                 |                                         |
| 1942 | ¡Cuando la tierra tembló!                        | Antonio Helú                                                                       | Esposo                                  |
| 1942 | La virgen que forjó una patria                   | Julio Bracho                                                                       | Licenciado Lazo                         |
| 1942 | Simón Bolívar                                    | Miguel Contreras Torres                                                            | (Sin acreditar)                         |
| 1943 | Cristóbal Colón                                  | José Díaz Morales                                                                  | Cardenal Mendoza                        |
| 1943 | Distinto amanecer                                | Julio Bracho                                                                       | Pistolero                               |
| 1943 | La ametralladora                                 | Aurelio Robles Castillo                                                            | Sacerdote                               |
| 1943 | El rayo del sur                                  | Miguel Contreras Torres                                                            |                                         |
| 1943 | Maravilla del toreo                              | Raphael J. Sevilla                                                                 | Don Edro                                |
| 1943 | Mexicanos al grito de guerra                     | Álvaro Gálvez y Fuentes, Ismael Rodríguez                                          | General Lorencez                        |
| 1943 | Santa                                            | Norman Foster y Alfredo Gómez de la Vega                                           | Rubio                                   |
| 1943 | Tentación                                        | Fernando Soler                                                                     |                                         |
| 1944 | ¡Viva mi desgracia!                              | Roberto Rodríguez                                                                  |                                         |
| 1944 | Amores de ayer                                   | Ismael Rodríguez                                                                   |                                         |
| 1944 | La fuga                                          | Norman Foster                                                                      | Militar Francés                         |
| 1944 | La guerra de los pasteles                        | Emilio Gómez Muriel                                                                |                                         |
| 1944 | La pequeña madrecita                             | Joselito Rodríguez                                                                 |                                         |
| 1944 | La vida inútil de Pito Pérez                     | Miguel Contreras Torres                                                            | Don Daniel Román                        |
| 1945 | Adulterio                                        | José Díaz Morales                                                                  | José Díaz Morales                       |
| 1945 | Crepúsculo                                       | Julio Bracho                                                                       | Ricardo Molina                          |
| 1945 | La pajarera                                      | Emilio Gómez Muriel                                                                | Coronel de los Santos (sin acreditar)   |
| 1945 | Palillo Vargas Heredia                           | Carlos Véjar hijo                                                                  |                                         |
| 1945 | Sendas del destino                               | Juan José Ortega                                                                   |                                         |
| 1945 | Toda una vida                                    | Juan José Ortega                                                                   | Roberto                                 |
| 1945 | Una gitana en México                             | José Díaz Morales                                                                  |                                         |
| 1946 | La devoradora                                    | Fernando de Fuentes                                                                | Ricardo Galván                          |
| 1946 | La hija del payaso                               | Joselito Rodríguez                                                                 |                                         |
| 1946 | Loco y vagabundo                                 | Carlos Orellana                                                                    | Licenciado                              |
| 1947 | Los tres García                                  | Ismael Rodríguez                                                                   | Juez calificador                        |
| 1947 | Vuelven los García                               | Ismael Rodríguez                                                                   | Juez calificador                        |
| 1947 | Cinco rostros de mujer                           | Gilberto Martínez Solares                                                          | Gustavo Carreño                         |
| 1947 | Honeymoon                                        | William Keighley                                                                   | Registrador                             |
| 1947 | Todo un caballero                                | Miguel M. Delgado                                                                  | Ariza                                   |
| 1948 | El reino de los gángsters                        | Juan Orol                                                                          |                                         |
| 1948 | Gángsters contra charros                         | Juan Orol                                                                          | Felipe                                  |
| 1948 | Han matado a Tongolele                           | Roberto Gavaldón                                                                   | Marcelo                                 |
| 1948 | Hermoso ideal                                    | Alejandro Galindo                                                                  | Don Agustín Landa y Rincón              |
| 1948 | Tania, la bella salvaje                          | Juan Orol                                                                          | Rolando                                 |
| 1949 | El charro del arrabal                            | Juan Orol                                                                          |                                         |
| 1949 | En cada puerto un amor                           | Ernesto Cortázar                                                                   | (sin acreditar)                         |
| 1950 | Cabaret Shangai                                  | Juan Orol                                                                          | Inspector Arriaga                       |
| 1950 | La dama torera                                   | Miguel Morayta                                                                     | Don Manuel                              |
| 1950 | Vino el remolino y nos alevantó                  | Juan Bustillo Oro                                                                  | Don Florencio                           |
| 1951 | ¿Qué te ha dado esa mujer?                       | Ismael Rodríguez                                                                   | Don Antonio                             |
| 1951 | Buenas noches mi amor                            | Fernando A. Rivero                                                                 | Cuero                                   |
| 1951 | Doña Perfecta                                    | Alejandro Galindo                                                                  | Capitán                                 |
| 1951 | En la palma de tu mano                           | Roberto Gavaldón                                                                   | Inspector de policía                    |
| 1951 | Hombres sin alma                                 | Juan Orol                                                                          |                                         |
| 1951 | Madre querida                                    | Juan Orol                                                                          |                                         |
| 1951 | Monte de piedad                                  | Carlos Véjar hijo                                                                  | Don Ruperto                             |
| 1951 | Perdición de mujeres                             | Juan Orol                                                                          |                                         |
| 1952 | El rebozo de Soledad                             | Roberto Gavaldón                                                                   | Doctor                                  |
| 1952 | Una calle entre tú y yo                          | Roberto Rodríguez                                                                  | Manuel, padre de Marta                  |
| 1953 | Las infieles                                     | Alejandro Galindo                                                                  | Pedro (sin acreditar)                   |
| 1953 | Sombrero                                         | Norman Foster                                                                      | Mánager                                 |
| 1954 | Camelia                                          | Roberto Gavaldón                                                                   |                                         |
| 1954 | Cuando me vaya                                   | Tito Davison                                                                       | Alejandro Castillo (sin acreditar)      |
| 1954 | La rosa blanca                                   | Emilio Fernández, Íñigo de Martino                                                 | Manuel Mantilla                         |
| 1954 | Prisionera del pasado                            | Tito Davison                                                                       |                                         |
| 1954 | Sandra, la mujer de fuego                        | Juan Orol                                                                          | Don Miguel Olazabal                     |
| 1954 | Tehuantepec                                      | Miguel Contreras Torres                                                            |                                         |
| 1955 | ...Y mañana serán mujeres                        | Alejandro Galindo                                                                  |                                         |
| 1955 | ¡Qué bravas son las costeñas!...                 | Roberto Rodríguez                                                                  | Don Justo, presidente municipal         |
| 1955 | Fugitivos: Pueblo de proscritos                  | Fernando Méndez                                                                    | Coronel                                 |
| 1955 | La culpa de los hombres                          | Fernando Méndez                                                                    |                                         |
| 1955 | Los tres Villalobos                              | Fernando Méndez                                                                    |                                         |
| 1955 | María la Voz                                     | Julio Bracho                                                                       | Damián, presidente municipal            |
| 1955 | Maternidad imposible                             | Emilio Gómez Muriel                                                                |                                         |
| 1955 | Siempre para ti                                  | Tito Davison                                                                       |                                         |
| 1956 | El medallón del crimen (El 13 de oro)            | Juan Bustillo Oro                                                                  | Jefe de policía                         |
| 1956 | Historia de un marido infiel                     | Alejandro Galindo                                                                  | (sin acreditar)                         |
| 1956 | The Beast of Hollow Mountain                     | Edward Nassour, Ismael Rodríguez                                                   | Martínez (sin acreditar)                |
| 1956 | Tierra de hombres                                | Ismael Rodríguez                                                                   |                                         |
| 1957 | ¡Aquí están los Aguilares!                       | Jaime Salvador                                                                     |                                         |
| 1957 | Asesinos de la noche                             | Miguel M. Delgado                                                                  |                                         |
| 1957 | Camino del mal                                   | Miguel M. Delgado                                                                  | Comandante                              |
| 1957 | Cuatro contra el imperio                         | Jaime Salvador                                                                     | Capitán Arriaga                         |
| 1957 | Tizoc: Amor indio                                | Ismael Rodríguez                                                                   | Cosijope                                |
| 1958 | El águila negra en la ley de los fuertes         | Ramón Peón                                                                         | Don José                                |
| 1958 | El último rebelde                                | Miguel Contreras Torres                                                            |                                         |
| 1959 | El hombre del alazán                             | Rogelio A. González                                                                |                                         |
| 1959 | La mujer y la bestia                             | Alfonso Corona BlakeI                                                              | Inspector Jiménez                       |
| 1959 | Nazarín                                          | Luis Buñuel                                                                        | Compañero de arquitecto (sin acreditar) |
| 1959 | Pueblo en armas                                  | Miguel Contreras Torres                                                            | Pablo Escalante                         |
| 1960 | ¡Viva la soldadera!                              | Miguel Contreras Torres                                                            | Pablo Escalante                         |
| 1960 | Cuando ¡Viva Villa..! es la muerte               | Ismael Rodríguez                                                                   | Coronel Quiñones (sin acreditar)        |
| 1960 | Dos hijos desobedientes                          | Jaime Salvador                                                                     |                                         |
| 1960 | El toro negro                                    | Benito Alazraki                                                                    |                                         |
| 1960 | Impaciencia del corazón                          | Tito Davison                                                                       |                                         |
| 1960 | La hermana blanca                                | Tito Davison                                                                       | General (sin acreditar)                 |
| 1960 | La sombra del caudillo                           | Julio Bracho                                                                       | General Protasio Leyva                  |
| 1960 | Siguiendo pistas                                 | Zacarías Gómez Urquiza                                                             |                                         |
| 1961 | El proceso de las señoritas Vivanco              | Mauricio de la Serna                                                               | Fiscal                                  |
| 1961 | Guantes de oro                                   | Chano Urueta                                                                       |                                         |
| 1961 | Las cosas prohibidas                             | José Díaz Morales                                                                  | (sin acreditar)                         |
| 1961 | Mañana serán hombres                             | Alejandro Galindo                                                                  | Señor ministro (sin acreditar)          |
| 1961 | Memorias de mi general                           | Mauricio de la Serna                                                               |                                         |
| 1961 | Pa' qué me sirve la vida                         | Jaime Salvador                                                                     | Pantaleón                               |
| 1961 | Pobre del pobre                                  | Jaime Salvador                                                                     |                                         |
| 1962 | El cara parchada                                 | José Díaz Morales                                                                  | Señor juez                              |
| 1962 | El centauro del norte                            | Ramón Pereda                                                                       |                                         |
| 1962 | Juventud sin Dios (La vida del padre Lambert)    | Miguel Morayta                                                                     | Comisario                               |
| 1962 | La tórtola del Ajusco                            | Juan Orol                                                                          |                                         |
| 1962 | Qué perra vida                                   | Jaime Salvador                                                                     | Licenciado Rómulo Monzón                |
| 1962 | Sol en llamas                                    | Alfredo B. Crevenna                                                                | Teófilo                                 |
| 1963 | Los apuros de dos gallos                         | Emilio Gómez Muriel                                                                |                                         |
| 1963 | Sangre en la barranca                            | Juan Orol                                                                          | Don Filemón                             |
| 1963 | Voy de gallo                                     | Ramón Pereda                                                                       |                                         |
| 1964 | Los fenómenos del fútbol                         | Manuel Muñoz , Alberto Mariscal                                                    |                                         |
| 1964 | Nos dicen las intocables                         | Jaime Salvador                                                                     |                                         |
| 1964 | Un padre a toda máquina                          | Jaime Salvador                                                                     |                                         |
| 1964 | Yo, el valiente                                  | Alfonso Corona Blake                                                               |                                         |
| 1965 | Nido de águilas                                  | Vicente Oroná                                                                      | Don Pedro                               |
| 1966 | Los cuatro Juanes                                | Miguel Zacarías                                                                    | Coronel Clemente Zaldívar               |
| 1966 | Los jinetes de la bruja (En el viejo Guanajuato) | Vicente Oroná                                                                      | Don Pedro Henestrosa                    |
| 1966 | Los mediocres                                    | Servando González                                                                  | Mario Saldívar (episodio "El alacrán")  |
| 1966 | Los valses venían de Viena y los niños de París  | Juan Bustillo Oro                                                                  |                                         |
| 1967 | El barón Brakola                                 | José Díaz Morales                                                                  | Don Luis                                |
| 1967 | El hermano Pedro                                 | Miguel Contreras Torres                                                            |                                         |
| 1968 | Ambición sangrienta                              | Jaime Salvador                                                                     | Comisario                               |
| 1968 | Esta noche si                                    | José Díaz Morales                                                                  |                                         |
| 1968 | Patrulla de valientes                            | Sergio Véjar                                                                       |                                         |
| 1969 | La frontera de cristal                           | Adaptada para TV por Edward James Olmos sobre la novela homónima de Carlos Fuentes | Profesor Rubio                          |
| 1969 | La trinchera                                     | Carlos Enrique Taboada                                                             |                                         |